# Bernd Preinfalk

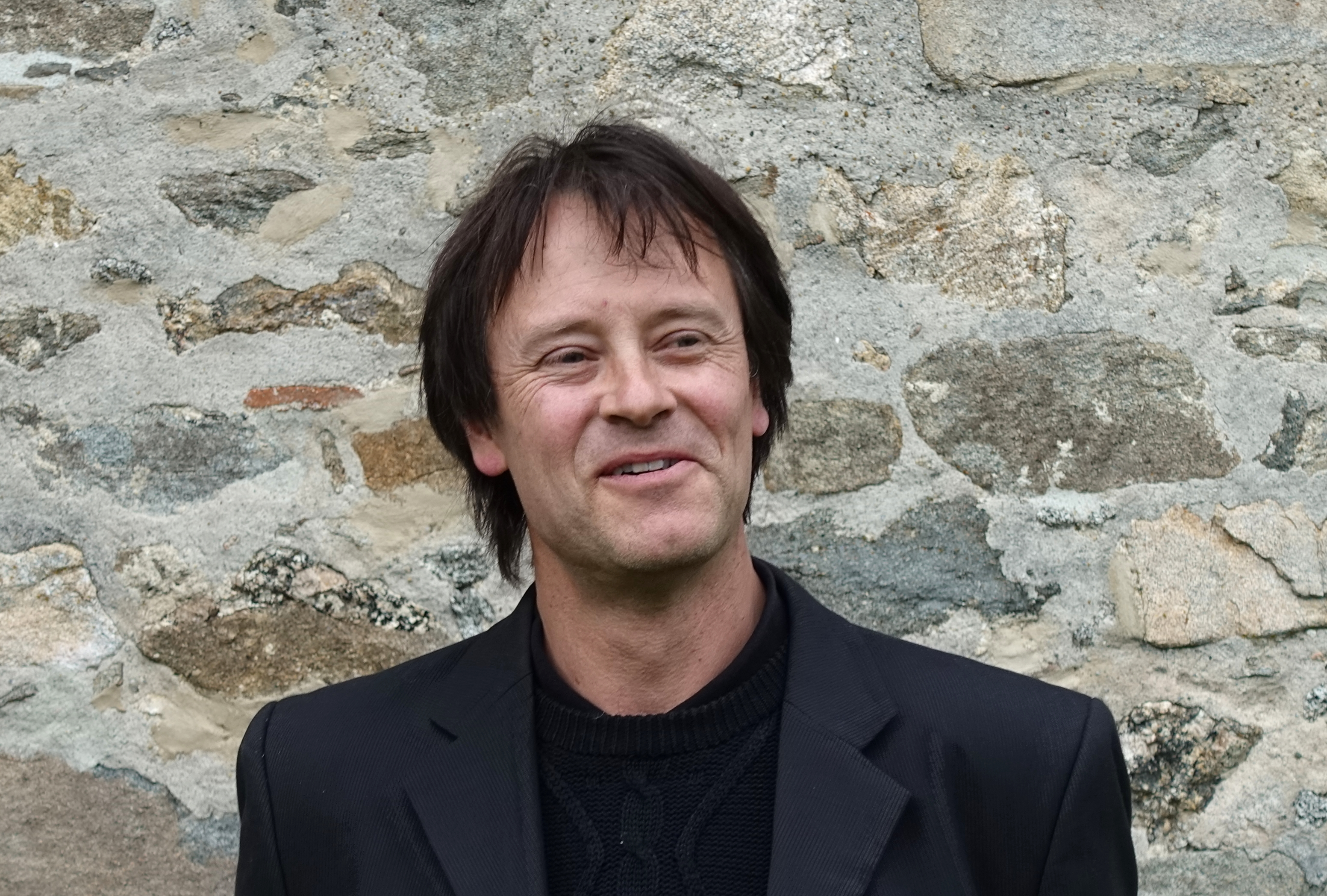
Bernd Preinfalk (2017)

Bernd Preinfalk (* 16. November 1966 in Freistadt) ist ein österreichischer Komponist und Musiker.

## Leben und Werk

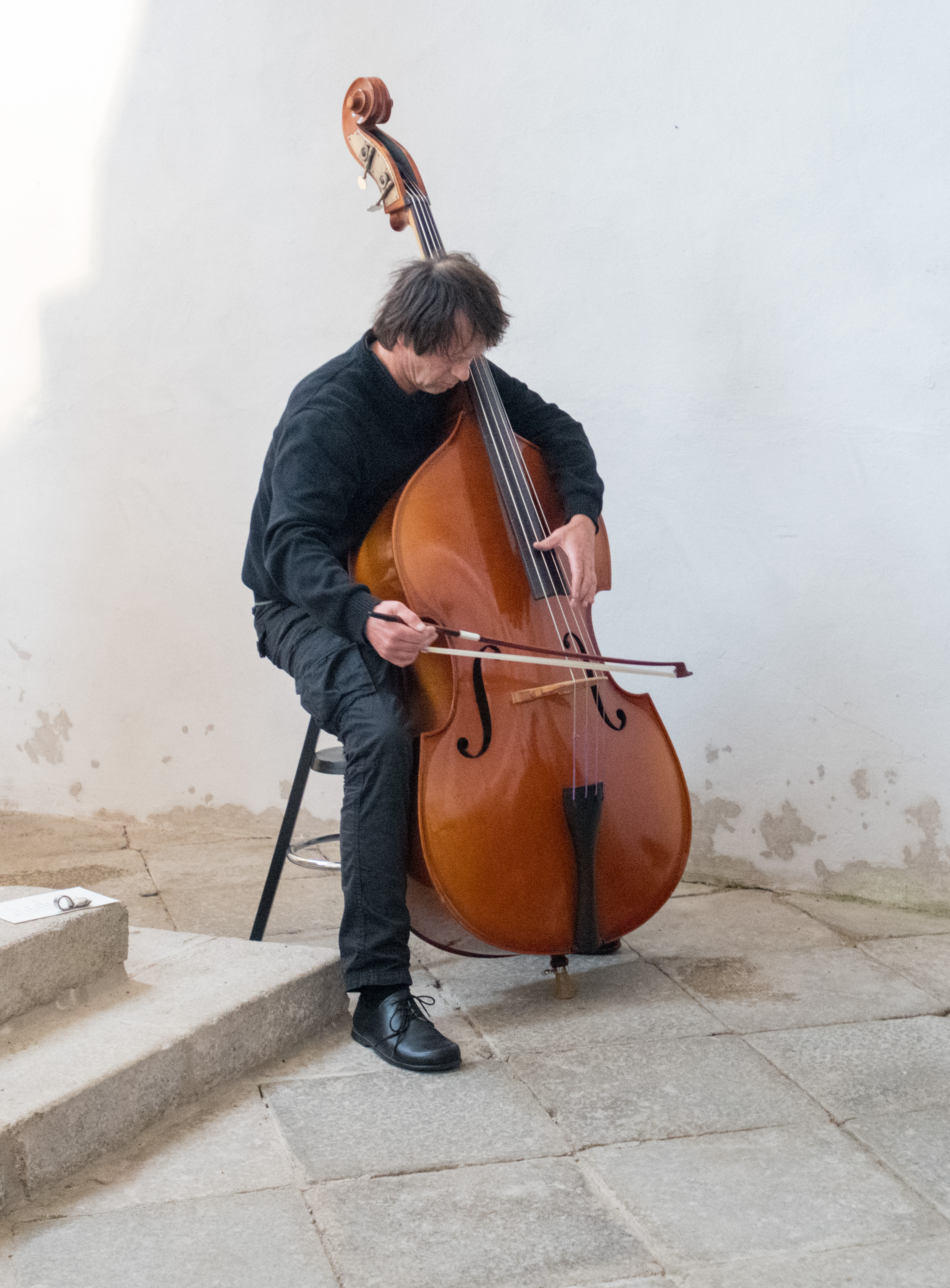
Bernd Preinfalk beim Musikfestival Landgänge in der Kalvarienbergkapelle von St. Peter bei Freistadt (2018)

Nach jahrelanger Tätigkeit als Kontrabassist im Feld improvisierter und komponierter Musik, wandte sich Preinfalk 1992 nach einer Konzerttournee durch Russland fast ausschließlich der Komposition zu. Nach einem Selbststudium – unterstützt von immer wieder begleitenden Konsultationen von Komponisten der zeitgenössischen Musik – entstanden seit Ende der neunziger Jahre zahlreiche Werke im Bereich Kammermusik, Orchester- und Chormusik, die von namhaften Interpreten im In- und Ausland aufgeführt werden.
2013 gründete er mit dem Komponisten Peter Androsch das Musikfestival Landgänge, welches bis 2025 jährlich in Freistadt und den beiden Kirchen von St. Peter bei Freistadt stattfand.
Aus dieser Tätigkeit entstand zusammen mit Peter Androsch die Gruppierung n:eam (Netzwerk europäischer avancierter Musik), die mit Kooperationspartnern in Italien und Deutschland eine rege Zusammenarbeit unterhält. Seit 2012 erscheinen seine Werke ausschließlich im Verlag edition kulturquartier.
Neben seiner kompositorischen Tätigkeit bildet Bernd Preinfalk seit 2007 gemeinsam mit Didi Bruckmayr und Peter Androsch die Band Dr. Didi, welche 2017 eine Konzertreise in die USA führte.
Preinfalk lebt in Liebenthal und Linz.

## Auszeichnungen
- 2001: Stipendium der Margarethen–Stiftung Höfgen Kaditzsch, Sachsen
- 2001: Atelier–Stipendium des Landes Oberösterreich in Paliano
- 2004: Atelier–Stipendium des Landes Oberösterreich, Villa Stonborough-Wittgenstein, Gmunden
- 2005: Anton Bruckner–Stipendium des Landes Oberösterreich[11]
- 2006: Kompositionsstipendium vom Bundesministerium für Unterricht, Kunst und Kultur[6]

## Diskografie
- 2007 Fama crescit eundo, Grimma-Kaditzsch: Denkmalschmiede Höfgen
- 2017 Landgänge, edition kulturquartier